# Scott County (Kentucky)
Scott County je okres ve státě Kentucky v USA. K roku 2010 zde žilo 47 173 obyvatel. Správním městem okresu je Georgetown. Celková rozloha okresu činí 739 km².

## Sousední okresy
| Růžice kompasu | Owen County     | Grant County            | Harrison County | Růžice kompasu |
| Růžice kompasu | Franklin County | Sever                   | Bourbon County  | Růžice kompasu |
| Růžice kompasu | Franklin County | Scott County (Kentucky) | Bourbon County  | Růžice kompasu |
| Růžice kompasu | Franklin County | Jih                     | Bourbon County  | Růžice kompasu |
| Růžice kompasu | Woodford County |                         | Fayette County  | Růžice kompasu |